# Atletismo nos Jogos Pan-Americanos de 1999 - Lançamento de dardo feminino
A prova do lançamento de dardo feminino nos Jogos Pan-Americanos de 1999 foi realizada em 27 de julho de 1999.

## Medalhistas
| Ouro                       | Prata                   | Bronze                  |
| Osleidys Menéndez CUB Cuba | Xiomara Rivero CUB Cuba | Laverne Eve BAH Bahamas |

### Final
| Posição           | Nome              | Nacionalidade      | Marca | Notas |
| ----------------- | ----------------- | ------------------ | ----- | ----- |
| Medalha de ouro   | Osleidys Menéndez | CUB Cuba           | 65.85 | PR    |
| Medalha de prata  | Xiomara Rivero    | CUB Cuba           | 62.46 |       |
| Medalha de bronze | Laverne Eve       | BAH Bahamas        | 61.24 |       |
| 4                 | Zuleima Araméndiz | COL Colômbia       | 55.86 |       |
| 5                 | Lynda Blutreich   | USA Estados Unidos | 55.77 |       |
| 6                 | Sueli dos Santos  | BRA Brasil         | 52.58 |       |
| 7                 | Olivia McKoy      | JAM Jamaica        | 49.29 |       |
| 8                 | Cassi Morelock    | USA Estados Unidos | 48.34 |       |